# 阻燃剂

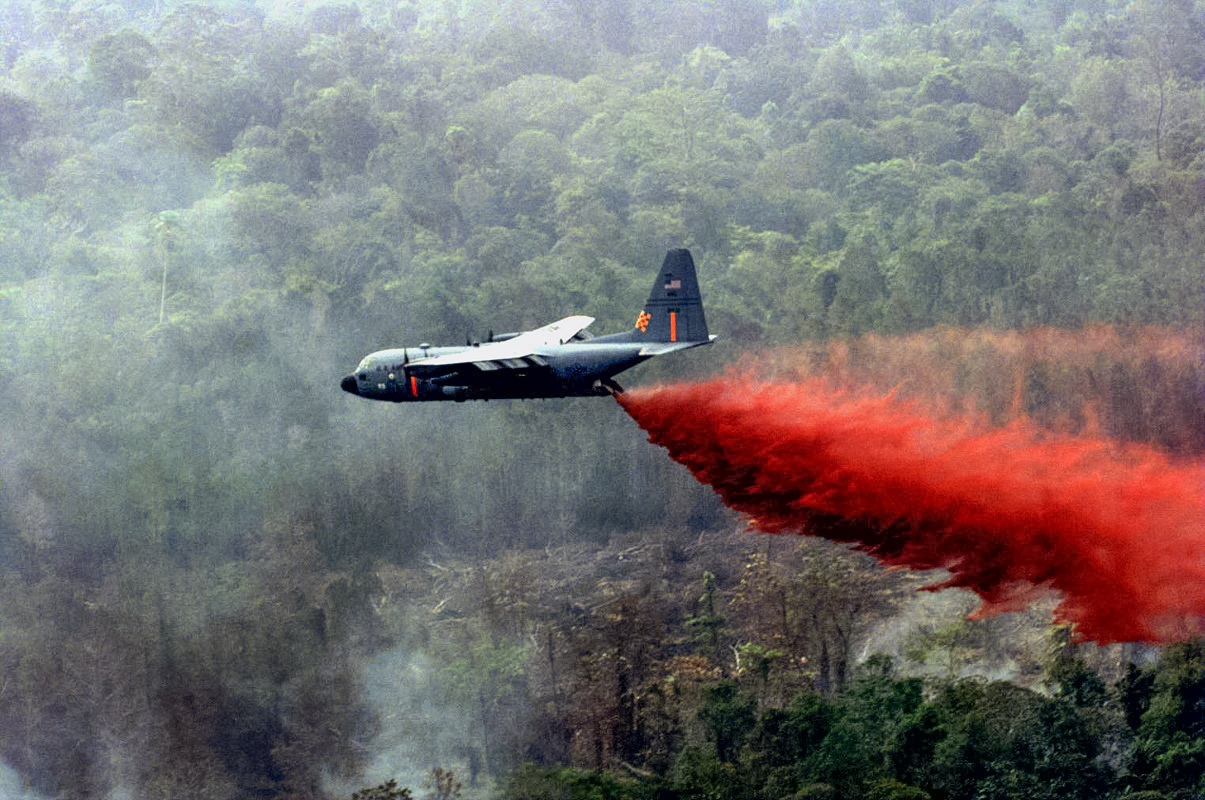
一架正在美國南加州的森林上空投射阻燃劑的空中國民兵C-130力士型滅火機。

阻燃剂是除了水以外，其他所有具有降低燃料的可燃性或延遲燃燒的物質之總稱。阻燃劑通常都是利用化學原理產生作用，但也有少數利用物理方式達到滅火目的的阻燃劑型態，例如可以降低可燃物溫度或阻隔空氣而抑制燃燒的物質。
阻燃劑有很多發射噴灑的方式，最常見的是手持式的滅火器，以固定管線噴灑的建築物用阻燃劑，或甚至在森林火災中以滅火機空投。阻燃剂之所以能够阻燃是由于阻燃剂中含有阻燃元素，能够在燃烧时生成不易燃的物质。通常阻燃元素有氯、溴、磷、氮等。